# Ctenitis erinacea
Ctenitis erinacea là một loài thực vật có mạch trong họ Dryopteridaceae. Loài này được A.R. Sm. mô tả khoa học đầu tiên năm 2004.